# Hymenophyllum sibthorpioides
Hymenophyllum sibthorpioides là một loài thực vật có mạch trong họ Hymenophyllaceae. Loài này được (Willd.) Kuhn miêu tả khoa học đầu tiên năm 1868.